# 新西兰的广播电台
新西蘭的電台廣播事業始於1922年，目前由近30個電台網及廣播電台集團所組成。自1925年開始，新西蘭的廣播電台事業便由新西蘭政府所主導；但自1989年開始對電台廣播事業進行私有化改制及放鬆管控後，商業性談話或音樂類的類型電台開始在新西蘭獲得大量聽眾。此外在新西蘭還要幾家特殊電台專為毛利人部落、太平洋島原住民裔社區、少數族裔、福音派基督徒和特殊利益群體提供服務。
新西蘭國有廣播電台公司新西蘭國家廣播電台通過其雙語旗艦廣播頻率全國頻道在新西蘭擁有最廣泛的收聽群體。目前新西蘭本國收聽率最高的談話類廣播電台ZB新聞談廣播電台曾經隸屬於新西蘭國家廣播電台的前身新西蘭廣播電台（Radio New Zealand）而現屬於新西蘭媒體與娛樂公司廣播電台部，該部門在新西蘭本地運營著8家無線廣播電台聯播網並同時負責iHeart廣播電台在新西蘭的業務。而媒體工廠也在新西蘭運營著10個廣播電台聯播網，這其中就包括音樂類電台收聽率居前的邊鋒廣播電台和搖滾廣播電台。除此之外，新西蘭還有滑雪調頻聯播網（SkiFM Network）、豐盛灣廣播電台、海岸調頻等獨立廣播電台及低功率電台和網絡電台來為本地社區提供電台廣播服務。
新西蘭也是最早引入基督教廣播電台的國家，天韻媒體目前在該國運營著3個廣播電台聯播網。新西蘭的第一家學生廣播電台是於1969年開播的95b調頻，而其第一個社區廣播則是1981年成立的社區近用廣播電台協會。1989年成立的全國毛利語廣播基金會為新西蘭各地的毛利語廣播提供資金協助，而面向太平洋島原住民的太平洋媒體聯播網則得到了新西蘭政府的資助。

## 發展歷史

### 早期發展概況
1921年11月17日，物理學教授羅伯特·傑克在奧塔哥大學物理系進行了新西蘭歷史上第一次電台廣播。新西蘭的第一個廣播電台站——但尼丁廣播電台於1922年10月4日建立，但時至1925年電台廣播公司才面向新西蘭全境進行廣播。
呼號的奧克蘭廣播公司自1924年4月13日開始在每晚7點45分廣播，而遠在但尼丁的人們也很快可以每週四個晚上收聽到該電台的節目。新西蘭政府促使了電台廣播公司的成立並與其簽訂了一份長達五年的協議。1925年11月20日，奧克蘭廣播公司被電台廣播公司接手。1926年8月9日，一座配備更強功率發射機和204英尺（62）發射桅桿的廣播電台站在牛頓區成立，這使得遙遠的拉羅湯加島也可以收聽到節目。該廣播電台站的成本約為8,500英鎊，它使用了由國際西部電器公司所生產的500瓦特發射機，這使得整個新西蘭都可以接收到信號。1926年9月1日，電台廣播公司在基督城設立的姊妹台開始播出；而另一個姊妹台則於1927年7月16日在惠靈頓開始廣播。在此期間，新西蘭的廣播電台聽眾人數迅速增加，收聽戶數從1926年的3,588戶數激增至1927年的18,162戶。
| 呼號 | 所在地     | 開播日期   | 所有者              | 備註            |
| ---- | ---------- | ---------- | ------------------- | --------------- |
|      | 奧克蘭     | 1923年5月  | 電台廣播公司 （）   | 示例            |
|      | 奧克蘭     | 1923年9月  | 榮耀留聲機公司 （） | 後呼號變更為“”. |
|      | 奧克蘭     | 1926年1月  | 示例                | 示例            |
|      | 惠靈頓     | 1923年8月  | 示例                | 示例            |
|      | 北帕默斯頓 | 1925年12月 | 示例                | 示例            |
|      | 吉斯伯恩   | 1923年10月 | 示例                | 示例            |
|      | 基督城     | 1923年8月  | 示例                | 示例            |
|      | 基督城     | 1927年2月  | 示例                | 示例            |
|      | 但尼丁     | 1923年8月  | 示例                | 示例            |
|      | 但尼丁     | 1923年8月  | 示例                | 示例            |
|      | 但尼丁     | 1927年10月 | 示例                | 示例            |
|      | 但尼丁     | 1927年10月 | 示例                | 示例            |